# Doug Martsch
Doug Martsch, född 1969 i Twin Falls, Idaho, är en amerikansk sångare, gitarrist och låtskrivare. Han är medlem i det amerikanska indierockbandet Built to Spill och har även spelat med banden Treepeople och The Halo Benders. På egen hand har han gett ut det akustiska albumet Now You Know där han ger sig i kast med sin version av blues.
Doug Martsch är vegetarian.

## Diskografi
Soloalbum
- 2002 – Now You Know

Studioalbum med Treepeople
- 1989 – No Mouth Pipetting
- 1991 – Guilt Regret Embarrassment
- 1993 – Just Kidding
- 1994 – Actual Re-Enactment

Studioalbum med The Halo Benders
- 1994 – God Don't Make No Junk
- 1996 – Don't Tell Me Now
- 1998 – The Rebels Not In